# Lumenia
Lumenia és un gènere d'arnes de la família Crambidae. Conté només una espècie, Lumenia colocasiae, que es troba a Vietnam.